# Episodios nacionales contemporáneos
Los Episodios nacionales contemporáneos fueron una continuación en el tiempo de los Episodios nacionales de Benito Pérez Galdós. Escritos a partir de 1963 por Ricardo Fernández de la Reguera y Susana March, fueron editados por la Editorial Planeta. La serie comienza con la Guerra hispano-estadounidense, dedicando a los dos frentes, el de Cuba y el de Filipinas, sendas novelas. Es de destacar el gran trabajo documental que hicieron los autores para conseguir reflejar las épocas que se recogen en las distintas novelas.

## Listado de novelas
- Héroes de Cuba (1963)
- Héroes de Filipinas (1963)
- Fin de una regencia (1964)
- La boda de Alfonso XIII (1965)
- La semana trágica (1966)
- España neutral (1914-1918) (1967)
- El desastre de Annual (1969)
- La dictadura I. El directorio militar (1923-1925) (1969)
- La dictadura II. El régimen civil (1926-1930) (1971)
- La caída de un rey (1972)
- La República I (1979)
- La República II (1988).